# 等等力綠地
等等力绿地（日语：／ Todoroki ryokuchi），是位于日本神奈川县川崎市中原区的一个城市公园，公园内拥有包括体育场、体育馆、棒球场、游泳池、网球场等数个体育场馆。此外还有一个博物馆。平日除了各类体育赛事外，也有亲子剧场等文娱活动举办。

## 主要设施
- 体育场（等等力陆上竞技场）
  - J联赛川崎前锋队的主场
- 川崎市等等力体育馆（日语：川崎市とどろきアリーナ）
- 棒球场（川崎市等等力球场（日语：川崎市等々力球場））

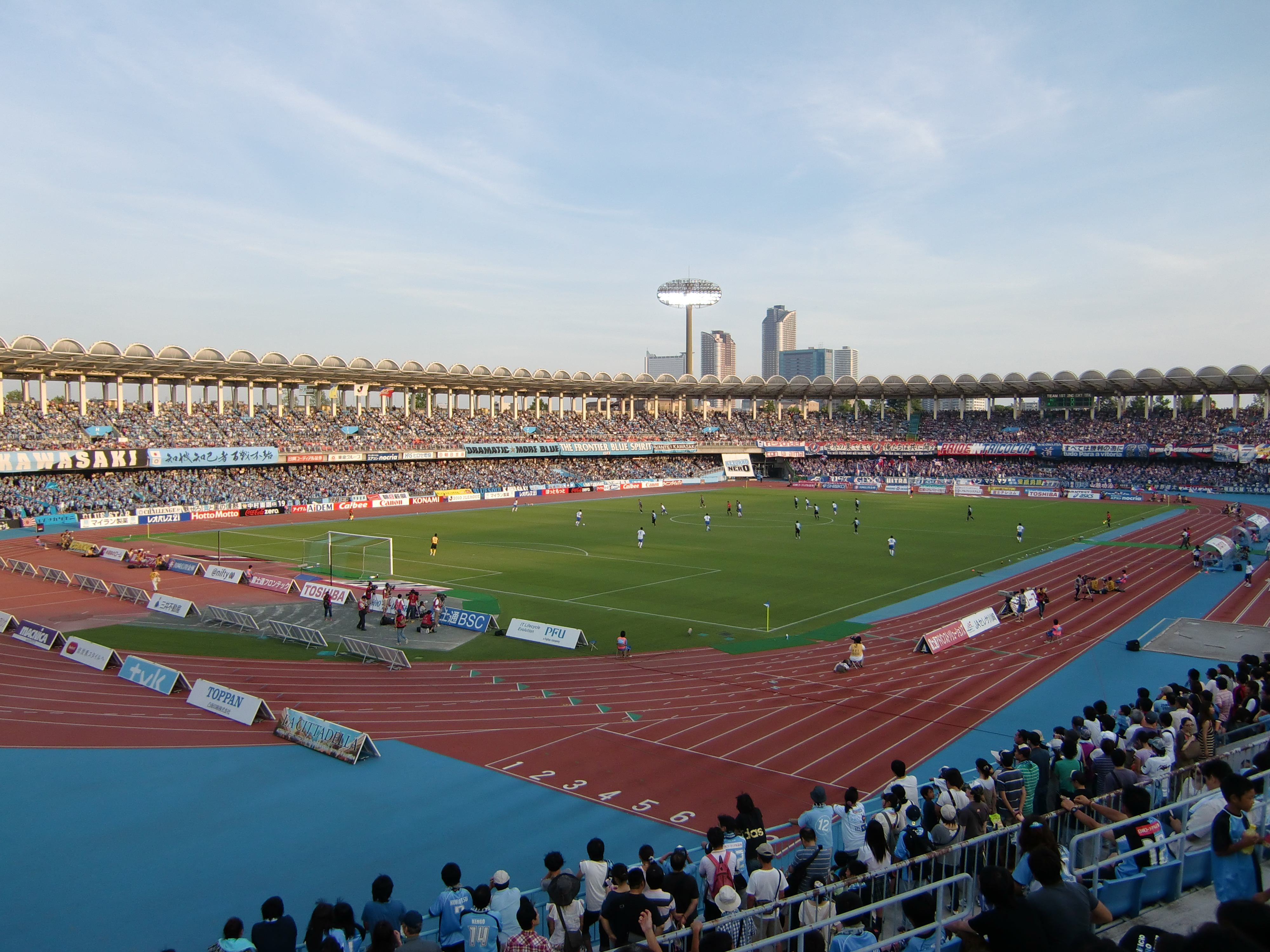
等等力陆上竞技场

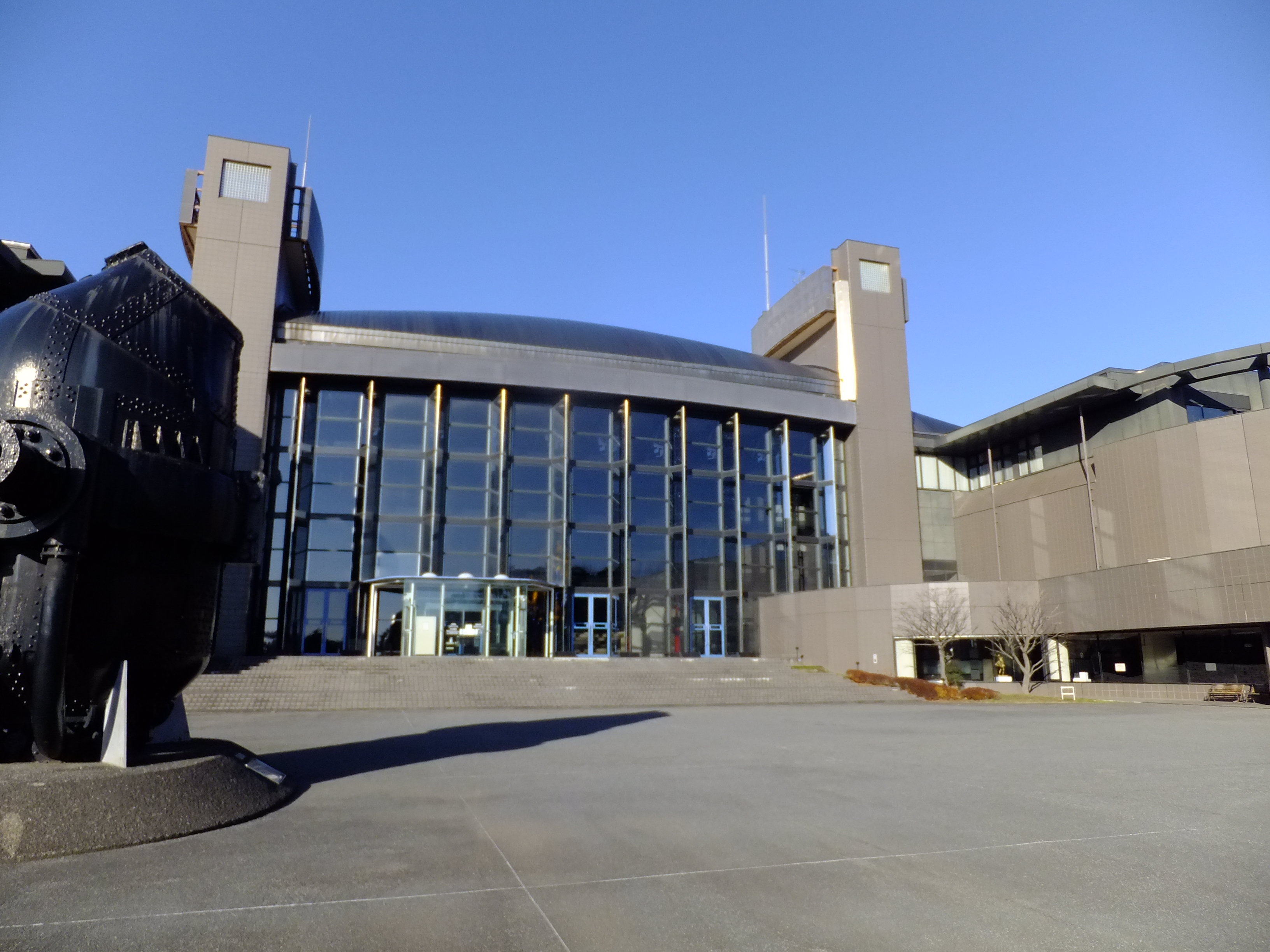
川崎市市民博物馆

  - 首都大学棒球联盟（日语：首都大学野球連盟）， 高中棒球，业余橄榄球X联赛等比赛在此举行。
- 网球场
- 川崎市市民博物馆
- 游泳池

## 交通
- JR南武線、橫須賀線、湘南新宿線、東急電鐵東橫線、目黑線武藏小杉站换乘川崎市巴士下车步行约5分钟。
- JR南武线武藏中原站步行20分钟。

## 脚注
1. ↑  .   [2019-04-18]. （原始内容存档于2015-09-24）.